# A Portlandi Egyetem harangtornya
A Portlandi Egyetem harangtornya az Amerikai Egyesült Államok Oregon államának Portland városában található téglaépítmény. A 2008–2009-ben 1,3 millió dollárból épült létesítményben 14 harang található. A tornyon üvegkupolát, azon pedig egy acélkeresztet helyeztek el. 29 méteres magasságával az egyetem legnagyobb építménye.

## Története
A Catholic Sentinel szerint az iskola vezetése már az 1990-es években szeretett volna az intézmény vallási jellegét kihangsúlyozó óratornyot emelni. A létesítmény adománygyűjtő kampány keretében több épület felújításával együtt, 2008–2009-ben épült, a kivitelezést Allen és Kathleen Lund finanszírozták. 2009 áprilisában adták át.
2011-ben a 2001. szeptember 11-ei terrortámadások tizedik évfordulóján a három támadásra emlékezve a harangokat háromszor egy percre megkongatták. 2013 áprilisában a 2013-as bostoni robbantásra emlékezve gyertyagyújtást tartottak, és a Green Dot megemlékezett a közbelépő nézőkről.
2017 szeptemberében több mint kétszáz hallgató és oktató gyűlt össze, hogy a DACA bevándorlási törvény ellen tiltakozzanak.

## Kialakítása
Az egyetemi kápolna részét képező Mária-kertben álló, 29 méter magas torony tervezésében dékánok, lelkészek és zenészek is részt vettek. Dan Danielson építész szerint a torony kiegészíti a szomszédos kápolnát és beleolvad a campus többi részébe.
A torony alapjába az Ave crux spes unica szöveget vésték. A tetőn lévő acélkereszt a Jézus halálában látott reményt mutatva olyan árnyékot vet, melynek közepén fény látható. William Beauchamp rektor szerint a torony „állandó képi és hangi emlékeztető a remek intézményt fenntartó hitre”. Tom Doyle rektorhelyettes szerint a torony rámutat az oktatás spirituális voltára.
A kupola nem látogatható.

### Harangok
A toronyban tizennégy, 35 és 635 kilogramm közötti tömegű harangot helyeztek el, melyeket Amszterdamban építettek és az ohiói Chime Master Systems szállította őket. 9 és 22 óra között óránként megszólalnak, emellett délben és 18 órakor az Úrangyala imádságot, 15 órakor az időszaktól függően különböző vallási énekeket, 22 órakor pedig az egyetem indulódalát játsszák. A harangokat az egyetemi egyházközség adománygyűjtése keretében finanszírozták, az egyiket Earle M. Chiles, Earle A. Chiles filantróp fia adományából.
2009 februárjában kiadták az egyetemi kápolnában több mint száz kórustag közreműködésével felvett Ring Out Your Joy albumot, amelyen a torony harangjai is hallhatók.

## Fordítás
- Ez a szócikk részben vagy egészben  a   Bell Tower (University of Portland) című angol Wikipédia-szócikk ezen változatának fordításán alapul.  Az eredeti cikk szerkesztőit annak laptörténete sorolja fel. Ez a jelzés csupán a megfogalmazás eredetét és a szerzői jogokat jelzi, nem szolgál a cikkben szereplő információk forrásmegjelöléseként.